# Cosmorhoe lynceata
Cosmorhoe lynceata là một loài bướm đêm trong họ Geometridae.